# If anybody had a heart
If anybody had a heart is een lied dat werd geschreven door Danny Kortchmar en John David Souther. Het nummer werd een hit voor John Waite (1986) en Crosby, Stills & Nash (1990)
De versie van de Britse musicus John Waite diende in 1986 als soundtrack voor de film About last night... Ook verscheen het dat jaar op het bijbehorende album "About last night..." (Music from the motion picture).
Daarnaast bracht Waite het nummer uit op een single met Just like lovers op de B-kant. De single bereikte nummer 76 in de Billboard Hot 100 en nummer 24 in de rockvariant Rock Songs.
In het lied had de zanger gehoopt dat iedereen een hart zou hebben. Want dan zou die van jou nooit gebroken zijn.

## Crosby, Stills & Nash
Het nummer werd in 1990 gecoverd door Crosby, Stills & Nash. Het trio bracht het dat jaar uit op een single en op hun album Live it up. De single bereikte nummer 44 in de Rock Songs van Billboard.
De leadzang van Graham Nash wordt bijgestaan door de achtergrondzang van de andere groepsleden. Daarnaast was er ondersteuning van andere artiesten, onder wie Leland Sklar op de basgitaar. Net als bij het vorige album speelden ook Joe Vitale en Craig Doerge mee, evenals enkele andere sessiemuzikanten.